# Ighermia
Ighermia é um género botânico pertencente à família Asteraceae.